# اچ‌ام‌اس کی۳
اچ‌ام‌اس کی۳ (به انگلیسی: HMS K3) یک زیردریایی بود که طول آن ۳۳۹ فوت (۱۰۳ متر) بود. این زیردریایی در سال ۱۹۱۶ ساخته شد.